# Дифракция отражённых электронов

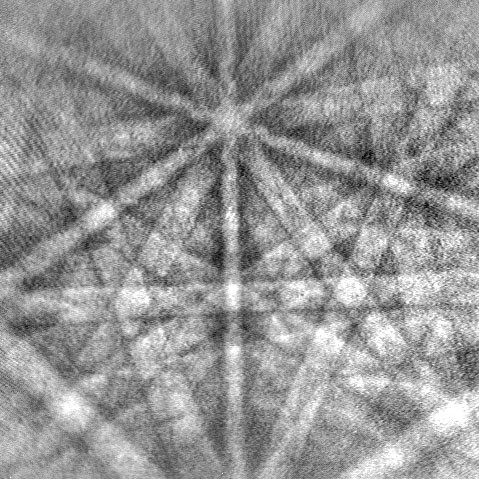
Дифракция отражённых электронов (National Institute of Standards and Technology Materials Reliability Division)

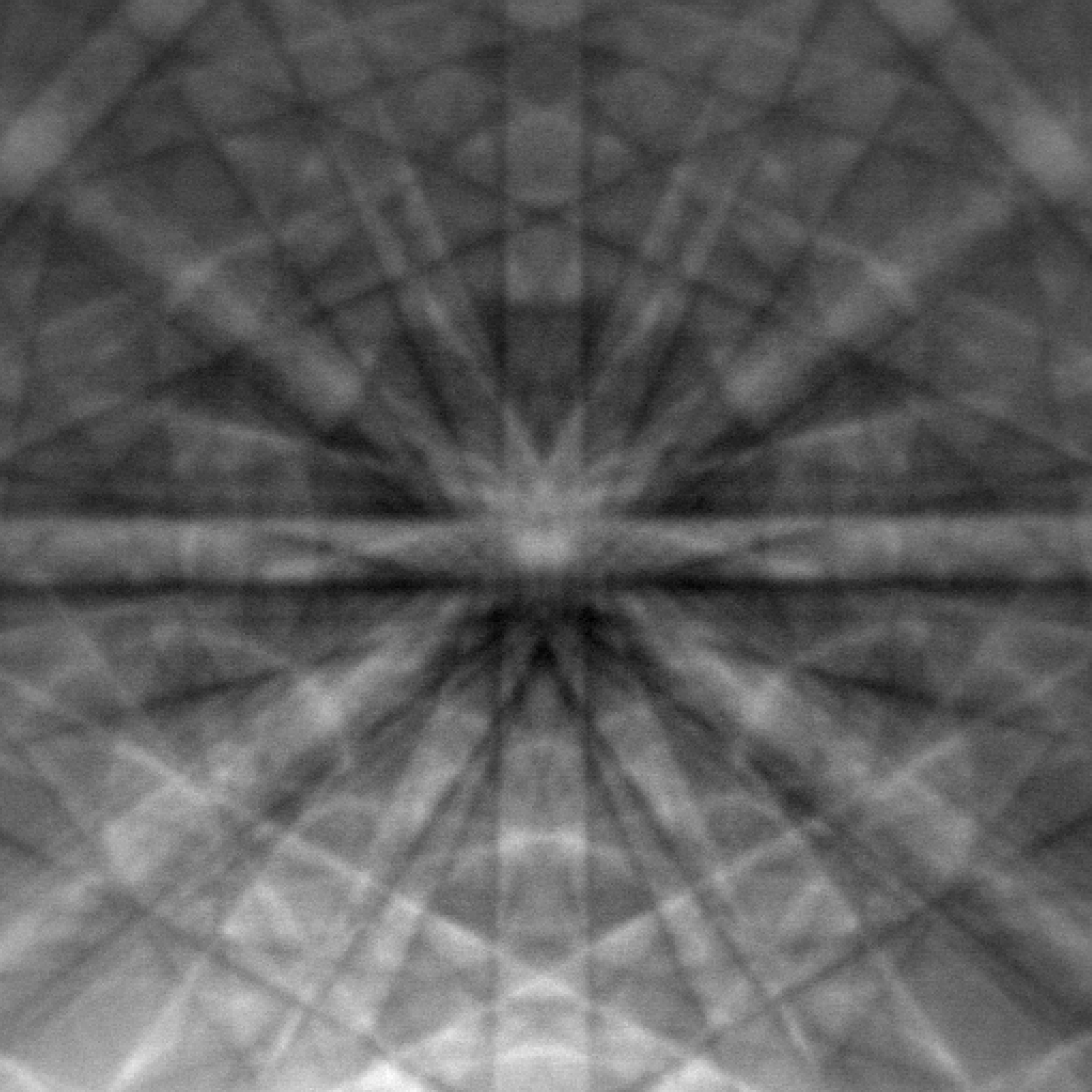
Дифракция отражённых электронов с монокристалла кремния

Дифракция отражённых электронов (ДОЭ) — микроструктурная кристаллографическая методика, используемая для исследования кристаллографических ориентаций многих материалов, которая может использоваться для исследования текстуры или преимущественных ориентаций моно- или поликристаллического материала. ДОЭ может использоваться для индексирования и определения семи кристаллических систем, также применяется для картирования кристаллических ориентаций, исследования дефектов, определения и разделения фаз, изучение межзёренных границ и морфологии, картирования микродеформаций и т. д. Традиционно такой тип исследований проводился с помощью рентгеноструктурного анализа,
нейтронной дифракции и дифракции электронов в ПЭМ.
Основана на дифракции Брэгга отражённых электронов. Проводится в растровом электронном микроскопе с ДОЭ-приставкой. Последняя состоит из люминесцентного экрана, вводящегося в камеру с образцом РЭМ, CCD-камеры… Вертикальный пучок электронов падает на наклонённый образец (70° — оптимальный угол наклона к горизонтали ). Уменьшение угла наклона понижает интенсивность получаемой дифракционной картины.
В мире ДОЭ распространена уже более 15 лет. Является устоявшейся востребованной методикой.

## Применение
Позволяет проводить точечный анализ, картирование кристаллических ориентаций. С его помощью возможно построение трёхмерных карт вещества

### Типы ДОЭ экспериментов
- Точечный анализ
- Картирование кристаллических ориентаций
- Получение высококачественных изображений методом картирования
- Изображение зерен и межзёренных границ
- Анализ текстуры
- Разделение фаз
- Получение трехмерной микроструктуры методом реконструкции из карт с последовательных сечений

## Индексирование
Центры линий Кикучи на дифракционной картине являются пересечением кристаллографических осей, генерирующие данную линию, исследуемой точки образца с поверхностью люминесцентного экрана. Пересечения линий Кикучи соответствуют пересечению кристаллографических осей с люминесцентным экраном. Поэтому как линиям Кикучи, так и их пересечениям можно приписать соответствующие индексы.

### Автоматическое индексирование
Возможно также автоматическое индексирование дифракционных линий. Для этого используется преобразование Хафа.

#### Преобразование Хафа
Преобразование Хафа — метод по извлечению элементов из изображения, используемый в анализе, обработке изображения и компьютерном зрении. Данный метод предназначен для поиска объектов принадлежащий определённому классу фигур с использованием процедуры голосования. Процедура голосования применяется к пространству параметров, из которого и получаются объекты определённого класса фигур по локальному максимуму в, так называемом, накопительном пространстве (accumulator space) которое строится при вычислении трансформации Хафа.
Для понимания преобразования Хафа, применительно к ДОЭ, необходимо понимать, что при этом происходит преобразование из одного пространства в другое. При этом прямые (линии Кикучи) переходят в точки. Они собственно и отмечаются.

### Анализ после преобразования Хафа
Далее возвращаемся в обычное пространство, в котором с помощью преобразования Хафа уже отмечены линии Кикучи и их центры. Полученным линиям в соответствии с выбранными фазами оператором и их геометрическому положению уже присваиваются индексы Миллера. И, таким образом, определяется ориентация кристалла и фаза в исследуемой точке.

## Картирование кристаллографических ориентаций

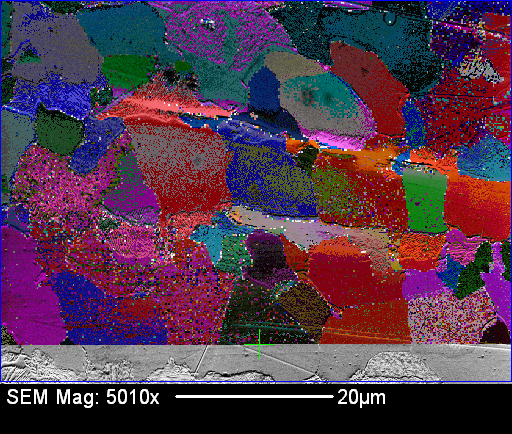
Карта в процессе её получения, наложенная на электронно-микроскопическое изображение.

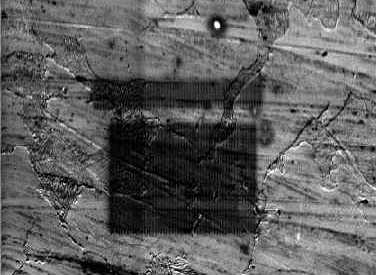
Загрязнение поверхности материала в точках, в которых снималась дифракция.

Картирование производится методом автоматического индексирования по узлам некоторой сетки на поверхности образца. Чем мельче будет выбрано зерно сетки, тем более детальная информация будет получена. Но при этом может значительно увеличиться время эксперимента. Необходимо соблюсти баланс детальности во времени исследования в зависимости от задач эксперимента. Очевидным результатом картирования являются крайне наглядные и привлекательные карты, но все же основным результатом подробная информация о зернах, межзёренных границах, текстуре.
Для непроводящих материалов возможны затруднения, связанные с скоплением заряда на поверхности образца, при этом картина ДОЭ будет «плыть», либо вообще не получится получить данных. Избежать этих явлений можно либо с помощью компенсации дрейфа (при незначительной зарядке), а также съемкой в режиме низкого вакуума либо локального низкого вакуума, когда атмосфера создается в локальной области над исследуемой частью образца.

## Трехмерное картирование с использованием сфокусированного ионного пучка
Существует несколько методик получения трехмерных карт с использованием СИП. Общим для них является последовательное снятие слоев вещества с помощью сфокусированного ионного пучка и последующего картирования полученной области образца. Современные программные пакеты позволяют проводить такие исследования в практически автоматическом режиме. Полученные данные позволяют говорить о характере взаимрасположения, форме и т. д. частей исследуемого вещества(исследование форм, взаиморасположение, ориентацию зерен, исследование межзеренных границ). Минусом является огромнейший объём (до нескольких Гб. на образец) данных, малый физический объём исследуемого образца (линейные размеры порядка нескольких микрон), а также деструкционная природа эксперимента. Однако такого рода информация не может быть получена другими методами анализа. Отдельным вопросом стоит собственно реконструкция трехмерного объема материала.
В реализации Oxford Instruments присутствует возможность коррекции дрейфа во время набора карты (приложение Fast Aquisition).

## Изучение текстуры и межзёренных границ
Из информации, полученной картированием можно выделить области с определёнными преимущественными кристаллическими направлениями — текстурой. Возможно построение полюсных и обратных полюсных фигур. Получение карт особых границ, и, как говорилось выше, полнейшей статистике по ним.

## Пробоподготовка
Для металлов применимы все классические металлографические методики. Необходима крайне гладкая поверхность, без аморфизированного приповерхностного слоя. Наличие загрязнений, аморфизированного слоя, развитой топографии может существенно ухудшить получаемые данные вплоть до невозможности проведения эксперимента. Непроводящие образцы, как правило, подготавливают полировкой с финальной стадией обработкой коллоидным кремнием, а для металлических материалов применяют шлифовку с последующей электрополировкой.   

## Объединенное картирование ДОЭ и энергодисперсионного рентгеновского микроанализа
Совместное использование энергодисперсионной рентгеновской спектроскопии (ЭДРС) и ДОЭ позволяет увеличить возможности обеих методик. Применяется, когда образец элементно или фазово не может быть различен только посредством ЭДРС, в силу схожести компонентов; и не может быть структурно решён только с помощью ДОЭ, по причине неоднозначности структурных решений. Для достижения интегрированного картирования анализируемая область сканируется и в каждой точке записываются пики Хафа и данные спектрального анализа. Расположения фаз разделяется в рентгеновских картах и полученные интенсивности ЭДРС приведены на диаграммах для каждого элемента. Для каждой фазы задаётся определённый интервал интенсивности соответствующих пиков для выбора зёрен. Все получаемые карты повторно индексируются в автономном режиме.
Использование ДОЭ с другими аналитическими методиками в РЭМ позволяют получить более глубокую информацию о свойствах исследуемого образца.